# Heinrich Windelschmidt
Matthias Heinrich Windelschmidt (* 9. September 1884 in Köln; † 5. Januar 1963 ebenda) war ein deutscher Maler und Kirchenexpressionist.

## Leben und Werk
Windelschmidt war Schwager des Kirchenexpressionisten Peter Hecker. Von Windelschmidts Kirchenmalereien ist vor allem der Triumphbogen in der 1927 geweihten Pfarrkirche St. Petrus Canisius in Alzenbach an der Sieg erhalten geblieben. Werke in St. Dionysius (Rheine), St. Engelbert (Köln-Humboldt), Vereinshaus von St. Bruno (Köln-Klettenberg), St. Pantaleon (Pingsdorf) und St. Quirinus (Köln-Mauenheim) überdauerten die Zeiten nicht.
In besagtem 1941 gemalten Triumphbogen thront Gottvater in der Spitze. Die Kirchengemeinde sprach sich für den Erhalt des Werkes aus, geändert wurde jedoch das Schriftband innerhalb des Bogens. Der Spruch Alles was Odem hab, lobet den Herrn, Hallelujah wurde in Alles was atmet, lobt den Herrn, Hallelujah umgeschrieben. 
Von Papst Johannes XXIII. wurde Heinrich Windelschmidt zum Ritter des Silvesterordens ernannt. 
Windelschmidt verstarb im Alter von 78 Jahren in seiner Wohnung in Köln-Sülz. 